# Karel Zahradnik
Karel Zahradnik češki matematik, * 16. april 1848, Češka, † 23. april 1916.
Karel Zahradnik je bil znani češki matematik, ki je služboval na Univerzi v Zagrebu. Napisal je mnoga znanstvena dela, ki so v glavnem povezana z algebrskimi krivuljami.